# گرونوالد
گرونوالد (به آلمانی: Grünwald) یک شهر در آلمان است که در منطقه مونیخ واقع شده‌است.

## خصوصیات
گرونوالد ۷٫۶۳ کیلومترمربع مساحت دارد و ۵۸۱ متر بالاتر از سطح دریا واقع شده‌است.